# 사테
사테(말레이어·인도네시아어: sate, 자와어: saté)는 인도네시아, 말레이시아, 브루나이, 싱가포르를 비롯한 동남아시아 지역에서 먹는 고기 꼬치 구이이다. 대표적인 자와 요리이며, 인도네시아와 말레이시아의 국민 음식 가운데 하나로 여겨진다. 태국과 필리핀 등 주변 지역 및 인도네시아를 식민지배했던 네덜란드와 네덜란드의 식민지배를 받았던 수리남, 말레이계 이민자가 많은 스리랑카 등에서도 즐겨 먹는다.

## 이름
인도네시아어·말레이어 "사테(sate)"의 어원은 "살, 고기"를 뜻하는 타밀어 "사다이(சதை)"이다.

## 만들기
여러 가지 고기가 사테에 쓰인다. 닭고기, 양고기, 염소고기, 소고기, 토끼고기 등이 흔히 쓰이며, 간, 창자, 양 등 부속 고기, 생선과 오징어 등 해산물 등도 쓰인다. 말고기나 뱀고기, 거북, 악어, 도마뱀 등 사냥 고기가 쓰이기도 한다.
보통 고기를 작은 크기로 깍둑썰어서 네 조각 정도를 꼬챙이에 꿰지만, 포노로고 등지에서는 닭고기를 길게 썰어서 꼬챙이 하나에 세로로 꿰기도 한다. 꼬챙이로는 보통 코코야자 잎의 주맥을 사용하지만, 대나무 꼬챙이를 쓰기도 한다.
고기는 보통 강황가루, 케찹 마니스, 코코넛기름 등에 재어 두었다가, 숯불에 천천히 굽는다. 매콤달콤한 땅콩 소스인 사테 소스와 함께 내며, 론통이나 크투팟, 바왕 고렝, 아차르 등과 함께 낸다. 양고기 사테의 경우에 사테 소스 대신 케찹 마니스를, 돼지고기 사테의 경우에 파인애플 소스나 오이 렐리시를 함께 낸다.

## 같이 보기
- 꼬치
- 사테 소스

## 참고 자료
- 이 문서에는 다음커뮤니케이션(현 카카오)에서 GFDL 또는 CC-SA 라이선스로 배포한 글로벌 세계대백과사전의 내용을 기초로 작성된 글이 포함되어 있습니다.